# Elaeagnus obovatifolia
Elaeagnus obovatifolia — вид квіткових рослин з родини маслинкових (Elaeagnaceae). Поширення: Китай (Гуансі).

## Середовище
Населяє зарості на кам'янистих пагорбах; на висотах ≈ 1000 метрів.

## Біоморфологічна характеристика
Це вічнозелений кущ ≈ 2 метри заввишки. Колючки відсутні; молоді гілки з щільними зеленувато-коричневими лусками. Ніжка листка коричнево-зелена, 8–15 мм; листова пластинка знизу сіро-зелена, при висиханні зеленувато-коричнева, вузько оберненояйцеподібна або оберненояйцеподібна, рідко оберненояйцеподібно-еліптична, 6–12.7 × 3.5–7.3 см, знизу густо луската, зверху спочатку густо луската, пізніше блискуча, бічні жилки 5 або 6 з кожного боку середньої жилки, помітні на обох поверхнях, основа широко клиноподібна до тупої, край злегка загнутий, верхівка загострена. Квітки часто по 4–6 у пазухах довгих пагонів. Квітконіжка 4–7 мм. Чашечка з щільними сіро-зеленими та рідкісними коричневими лусками, широкодзвониста, злегка 4-гранна; трубка чашечки 6–7.5 мм; частки овально-трикутні або трикутні, 5–5.5 × 4–4.5 мм, всередині зі щільними сріблястими або коричневими лусками, основа рідко біловолоса, верхівка гостра. Цвітіння: січень.